# 卡金熱舞派對
卡金熱舞派對(Cajun Dance Party)是一個成立在北倫敦的五件式硬地搖滾樂團。2007年4月16日樂團透過WayOutWest Records發行了單曲「The Next Untouchable」，並且被NME評為當週之單曲。而早在2007年2月26日由BBC廣播一台第一次播出時也被DJSteve Lamacq評為2006年最佳範例單曲。
2007年時樂團有在格拉斯顿伯里当代表演艺术节、Reading and Leeds Festivals和Underage Festival還有Camden Crawl當中演出。

## 作品列表

### 專輯
The Colourful Life – 28 April, 2008 (#49 UK)

### 單曲
- "The Next Untouchable" – 1 January, 2007
- "Amylase" – 27 August, 2007
- "The Race" – 21 April, 2008
- "The Colourful Life - 21 July, 2008

## 外部連結
- Cajun Dance Party的MySpace主頁
- Official website （页面存档备份，存于）